# Iwanhorod (obwód zaporoski)
Iwanhorod (Iwangród, ukr. Івангород) – wieś na Ukrainie w rejonie zaporoskim obwodu zaporoskiego, w obrębie awgustyniwskiej silskiej rady. 
Miejscowość założona w 1930 r.